# Hyalobagrus
Hyalobagrus is een geslacht van straalvinnige vissen uit de familie van de stekelmeervallen (Bagridae).

## Soorten
- Hyalobagrus flavus Ng & Kottelat, 1998
- Hyalobagrus leiacanthus Ng & Kottelat, 1998
- Hyalobagrus ornatus (Duncker, 1904)